# Florian Stępniak
Florian Stępniak OFMCap., Józef Stępniak (ur. 3 stycznia 1912 w Żdżarach, zm. 12 sierpnia 1942 w Dachau) – błogosławiony Kościoła katolickiego, polski duchowny katolicki, kapucyn.

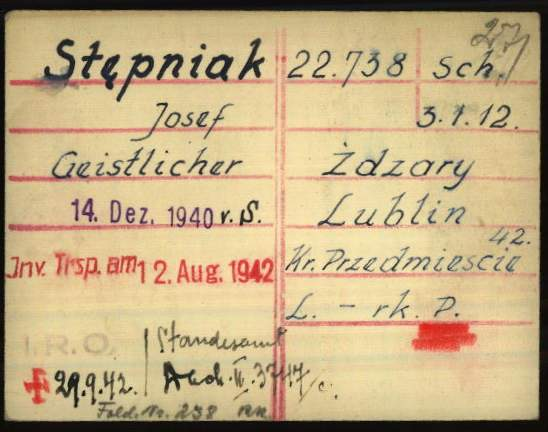
Karta rejestracyjna Floriana Stępniaka jako więźnia w Dachau. Data śmierci (zasygnalizowana czerwonym krzyżem) to 29.09.1942

Jego rodzice byli rolnikami. Ukończył miejscową szkołę powszechną a następnie kapucyńskie Kolegium im. św. Fidelisa w Łomży. W 1931 wstąpił do Zakonu Braci Mniejszych Kapucynów w Nowym Mieście nad Pilicą, gdzie otrzymał imię Florian. Po złożeniu ślubów wieczystych w 1935 rozpoczął studia filozoficzno-teologiczne w Lublinie. Trzy lata później otrzymał święcenia kapłańskie. W 1938 rozpoczął studia biblijne na Katolickim Uniwersytecie Lubelskim, podejmując jednocześnie pracę duszpasterską w klasztorze Ojców Kapucynów w Lublinie. Kapłan zakonny z klasztoru kapucynów w Lublinie, człowiek szczególnej wiary i dobroci, został aresztowany 25 stycznia 1940 roku i osadzony w niemieckim obozie koncentracyjnym KL Dachau. Poniósł śmierć w komorze gazowej w zamku Hartheim, wywieziony 12 sierpnia 1942 w tzw. transporcie inwalidów.
O. Florian Stępniak został beatyfikowany przez papieża Jana Pawła II w Warszawie 13 czerwca 1999 w grupie 108 polskich męczenników II wojny światowej.

## Książki poświęcone bł. Florianowi
- Jerzy Duchniewski: Błogosławiony ojciec Florian Stępniak. Włocławek: Wydaw. Duszpasterstwa Rolników, 2001. ISBN 83-88743-69-4. Brak numerów stron w książce